# Рулеви
Рулеви, също корабен рулеви или кормчия, е длъжност на кораб (плавателен съд) – специалист, отговарящ за управлението на руля (рулите). Обикновено това е матрос или старшина.
Неговата задача се състои в поддържането на зададения курс и (при подводниците) дълбочина на движение на кораба, управление на рулевите механизми на кораба.
В зависимост от типа и конструкцията на кораба, задълженията на рулевия могат да се различават. Така например рулевият на лодка (на английски: coxswain) е едновременно и неин командир, ако няма специално назначен командир. Рулевият на яхтата едновременно с това е и капитан на екипажа. Рулевият на подводницата съвместява няколко специалности и влиза в състава на звеното на рулеви-сигналчиците.
Старшината на рулевите (на английски: quartermaster) във ВМС на САЩ едновременно изпълнява и задълженията на щурман, даже при наличие на щурман в редиците на офицерски състав на кораба.